# Horw
Horw est une ville et une commune suisse du canton de Lucerne, située dans l'arrondissement électoral de Lucerne-campagne.

## Géographie

Vue aérienne (1964)

Horw mesure 12,84 km2.

## Industrie
La verrerie Siegwart est fondée en 1903 à Horw et reprend le matériel de la verrerie de Wauwil qui a fermé ses portes l'année précédente. Cet établissement industriel produit, outre les bouteilles et récipients habituels, des briques de verre système Falconnier, jusqu'à ce qu'elle aussi cesse ses activités en 1919.

## Démographie
Horw regroupe 15 475 habitants fin 2023. La densité de sa population atteint 1205 hab./km2.

## Culture et patrimoine

### Héraldique
| Blason | Blasonnement : D'or à la carpe de gueules |